# Simeonovgrad (obchtina)
Simeonovgrad (bulgare : Симеоновград) est une obchtina de l'oblast de Khaskovo en Bulgarie.